# Kirchenkreis Recklinghausen
Der Evangelische Kirchenkreis Recklinghausen ist einer der größten der 26 Kirchenkreise innerhalb der Evangelischen Kirche von Westfalen. Er hatte am 31. Dezember 2021 94.118 Gemeindeglieder. 2018 waren es 100.149 Gemeindeglieder, 1975 waren es noch 160.530.

## Lage
Der Kirchenkreis Recklinghausen umfasst den größten Teil (sieben von zehn Städten) des Gebiets des Kreises Recklinghausen in Nordrhein-Westfalen. Er grenzt, von Osten aus im Uhrzeigersinn, an die Kirchenkreise Gladbeck-Bottrop-Dorsten,  Steinfurt-Coesfeld-Borken, Münster,  Dortmund, Herne und Gelsenkirchen und Wattenscheid.

## Geschichte
In dem Vest Recklinghausen hatte sich die Reformation nicht durchsetzen können. Als das Gebiet 1815 der preußischen Provinz Westfalen angegliedert wurde, lebten hier kaum Protestanten. Erst im Zuge der Industrialisierung entstanden durch Zuzug evangelische Gemeinden, zuerst 1847 in Recklinghausen und 1854 in Dorsten. Sie gehörten anfangs zum Kirchenkreis Bochum, wurden aber 1872 an den neu gegründeten Kirchenkreis Münster abgegeben. In den folgenden Jahrzehnten entstanden weitere evangelische Kirchengemeinden im nördlichen Ruhrgebiet. Als 1907 der Kirchenkreis Recklinghausen aus dem Kirchenkreis Münster herausgetrennt wurde, hatte der neue Kirchenkreis 61.000 Gemeindeglieder, während in Münster nur noch 21.000 blieben. Bis 1925 erhöhte sich die Zahl der Gemeindeglieder auf 185.000. 1933 wurden die nördlichen Stadtteile von Gelsenkirchen an den Kirchenkreis Gelsenkirchen (heute Kirchenkreis Gelsenkirchen und Wattenscheid) abgegeben, 1952 wurde die Gemeinde Haltern aus dem Kirchenkreis Münster übernommen, 1954 Osterfeld an den rheinischen Kirchenkreis Oberhausen abgegeben. 
Weil der Kirchenkreis 1958 mit 230.000 Gemeindegliedern kaum noch zu verwalten war, wurde erneut eine Teilung beschlossen. So entstand 1961 der Kirchenkreis Gladbeck-Bottrop (heute Kirchenkreis Gladbeck-Bottrop-Dorsten)
2010 beschlossen die beiden Kirchenkreise, sich mittelfristig wieder zu vereinigen. Seit 2011 besteht ein gemeinsames Kreiskirchenamt in Recklinghausen. Die Kirchenkreise unterhalten auch schon einen gemeinsamen Internetauftritt.
„Seit 1990 führt der Kirchenkreis Recklinghausen neben einem kreiskirchlichen Museum auch eine Forschungsstätte zur Kirchenkreisgeschichte. Dieses ‚Institut für Kirchliche Zeitgeschichte des Kirchenkreises Recklinghausen‘ regte Forschungsarbeiten zur Kirchenkreisgeschichte in ganz Westfalen an und veröffentlichte eine Reihe von Sammelbänden zu diesem Thema.“

## Kirchen und Gemeinden
Zum Kirchenkreis Recklinghausen gehören 10 Kirchengemeinden.
- Evangelische Kirchengemeinde Datteln
  - Kirchen: Lutherkirche (Datteln), Erlöserkirche (Datteln)
- Evangelische Kirchengemeinde Haltern
  - Kirchen: Erlöserkirche (Haltern)
- Evangelische Christus-Kirchengemeinde Herten
  - Kirchen: Erlöserkirche (Herten), Evangelische Kirche Scherlebeck, Gemeindezentrum Ackerstraße, Johanneskirche (Herten), Thomaskirche (Herten)
- Evangelische Kirchengemeinde Herten-Disteln
  - Kirche: Friedenskirche (Disteln)
- Evangelische Stadt-Kirchengemeinde Marl
  - Kirchen: Dreifaltigkeitskirche (Marl), Auferstehungskirche (Marl), Pauluskirche (Marl),
- Evangelische Kirchengemeinde Oer-Erkenschwick
  - Kirchen: Johanneskirche (Oer-Erkenschwick), Friedenskirche (Oer-Erkenschwick)
- Evangelische Kirchengemeinde Recklinghausen-Altstadt
  - Kirchen: Gustav-Adolf-Kirche (Recklinghausen), Christuskirche (Recklinghausen), Matthäus-Haus (Hochlar), Familienzentrum „Sonnenstrahl“
- Evangelische Kirchengemeinde Recklinghausen-Ost
  - Kirchen: Johanneskirche (Recklinghausen), Lutherkirche (Suderwich), Kreuzkirche (Suderwich), Gemeindezentrum Arche
- Evangelische Kirchengemeinde Recklinghausen-Süd
  - Kirchen: Reformationskirche (Recklinghausen), Philipp-Nicolai-Kirche (Recklinghausen), Lutherkirche (Recklinghausen)
- Evangelische Kirchengemeinde Waltrop
  - Dreifaltigkeitskirche

## Einrichtungen
- Diakonisches Werk
- Telefonseelsorge (gemeinsam mit der römisch-katholischen Kirche)
- Institut für Kirchliche Zeitgeschichte des Kirchenkreises Recklinghausen

## Superintendenten
| von  | bis   | Name                                        |
| ---- | ----- | ------------------------------------------- |
| 1907 | 1923  | Friedrich Meyer                             |
| 1924 | 1945  | Paul Kramm                                  |
| 1945 | 1949  | Friedrich Meier (Superintendenturverwalter) |
| 1949 | 1961  | Wilhelm Geck                                |
| 1961 | 1972  | Werner Plumpe                               |
| 1972 | 1988  | Karl Heinrich Gilhaus                       |
| 1988 | 1994  | Rolf Sonnemann                              |
| 1996 | 2012  | Peter Burkowski                             |
| 2013 | 2020  | Katrin Göckenjan-Wessel                     |
| 2020 | heute | Saskia Karpenstein                          |